# Frances Ellen Work
Frances Ellen Work (27 de outubro de 1857 – 26 de janeiro de 1947) foi uma herdeira americana.

## Biografia
Nascida na cidade de Nova York, Frances era a filha de Franklin H. Work, um acionista bastante conhecido e cujo mentor foi Cornelius Vanderbilt, e de sua esposa, Ellen Wood. Sua irmã Lucy Work (1861–1934) era casada com Peter Cooper Hewitt (de 1861 a 1921).
Em 22 de setembro de 1880, Frances Work casou-se com o Hon. James Boothby Burke Roche, que se tornaria o terceiro Barão Fermoy, em Christ Church, em Nova York. Eles tiveram quatro filhos: duas filhas, Cynthia (foi bisavó do ator Oliver Platt) e Eileen, e dois filhos gêmeos, Edmund (depois 4° Barão Fermoy e avô materno de Diana, Princesa de Gales) e Francis. Em 1891, Frances e James se divorciaram, antes que Burke-Roche sucedesse à baronia, com o pretexto de abandono do lar. Seu advogado foi Thomas F. Bayard, o ex-Secretário de Estado dos Estados Unidos.
No dia 4 de agosto de 1905, Frances Burke-Roche casou-se com Aurel de Batonyi, um tratador de cavalos e instrutor de corrida da sociedade, nascido na Hungria. Quando ele imigrou para os Estados Unidos a bordo do SS Majestic em 1891, Batonyi disse que era um conde e que seu nome era Arthur Cohn. Frances apelou pelo divórcio dois anos depois do casamento, porque seu pai a ameaçou de tirá-la, bem como seus filhos, de seu testamento, caso ela continuasse a viver com seu segundo marido.
Work foi uma proeminente figura das sociedades da cidade de Nova York e de Newport, Rhode Island. Foi uma amiga da Sra. Reginald Vanderbilt. Sua irmã, Lucy Bond Work, foi casada com Peter Cooper Hewitt, filho de Abram Stevens Hewitt, prefeito da cidade de Nova York.
Ela morreu em sua cidade natal. Entre seus descendentes, estão o Guilherme, Príncipe de Gales, o Henrique, Duque de Sussex e o ator canadense Oliver Platt.